# Carlos Ehrensperger
Carlos Ehrensperger (* 14. Oktober 1911 in Medellín, Kolumbien; † 7. September 2001 in Winterthur) war ein Schweizer Komponist, Pianist, Chorleiter und Schulmusiker.

## Biographie
Carlos Ehrensperger wuchs in Kolumbien als Auslandschweizer in einem Spanisch sprechenden Umfeld auf. 1923 kehrte er in die Heimat seiner Eltern nach Winterthur zurück, um dort die Schulen besuchen zu können. Er liess sich zum Primarlehrer ausbilden und erwarb danach das Konzertdiplom als Pianist. Seine Kompositionslehrer waren Ernst Hess, Walther Reinhart, Hermann Scherchen und Paul Hindemith. Nach 1950 wirkte er als Musiklehrer an der Kantonsschule Winterthur, wo er mit Nachdruck eine Verschmelzung von Musik und Dichtung anstrebte. So vertonte er für den Schulchor die Frühlingsfeier (mit Lesungen der Gedichte Stefan Georges) und Hölderlins Hymne Der Rhein. Für den von ihm gegründeten «Kammerchor Winterthur» entstand die Kantate Veni creator Spiritus (mit einer Rezitation von Hölderlins Friedensfeier). Im Dezember 1976 kam es mit dem Stadtorchester Winterthur zur Aufführung seines grossen weihnachtlichen Oratoriums Magnum Mysterium. 1954 wurde er für sein kompositorisches Werk mit dem Carl-Heinrich-Ernst-Preis geehrt. Nach seiner Pensionierung folgten noch einmal intensive Schaffensjahre bis kurz vor seinem Tod am 7. September 2001 in Winterthur.
Ehrensperger hinterliess rund 20 Kompositionen für grosses Orchester, 6 Opern, 10 umfangreiche Chorwerke mit Orchester, zahlreiche Chor- und Sololieder sowie Kammermusik. Sein kompositorischer Nachlass befindet sich in der Sammlung Winterthur der Winterthurer Bibliotheken.

## Werke (Auswahl)

### Bühnenwerke
- Clarius nach dem Buche L'homme claire von Gaston Cauvin
- Die Marquise von O...
- König Drosselbart
- O du schöner Rosengarten (oder: Der Fall Dr. Mann); nach dem Roman Der Weg zu Isabelle von Frank Thiess
- Una Noche Estrellada (schweizerdeutsch: Stëërnenacht)
- Das Liebeskraut

### Chorwerke (weltlich und geistlich)
- Friedensfeier
- Magnum Mysterium (1976)
- Pfingsthymnus für gem. Chor und Orgel
- Sapphos Gesang für gem. Chor und Ensemble
- Veni creator spiritus

### Kammermusik
- 2 Streichquartette
- Suite über französische Volkslieder für Viola und Klavier
- Rossignol du bois für Altflöte (Piccolo) und Harfe

### Orchester
- Orchestersuite aus König Drosselbart
- Konzertstück Nr. 1 (1964)

### Solokonzerte
- Musik für Bassgeige und kleines Orchester
- Konzert Bläser und Orchester

### Vokalwerke
- Der grosse Tod. Liedfolge nach Dichtungen aus drei Jahrtausenden für Bariton, Streichquartett, Pauken und Schlagzeug

## Auszeichnungen
- Carl-Heinrich-Ernst-Kunstpreis (1953)

## Werkverzeichnis
- Werkverzeichnis Carlos Ehrensperger, erstellt von Alfred Vogel (2006)